# Berikh
Berikh är ett distrikt i Eritrea.   Det ligger i regionen Maakel, i den centrala delen av landet, 18 km väster om huvudstaden Asmara.